# Mühlenhof Musikanten
Die Mühlenhof Musikanten sind ein Frauen- und Mädchenchor aus dem niedersächsischen Ammerland. Ihr Repertoire sind überwiegend norddeutsche Volkslieder sowie volkstümliche Musik, meist auf Plattdeutsch.

## Werdegang
Der Chor wurde 1979 von Annelie Kuhlmann (* 18. Juli in Westerstede) in Westerloy/Ammerland gegründet. Ihren Namen erhielt die Gruppe von einem alten Hof in ihrer Heimatstadt. Anfangs waren es nur sechs Frauen. Im Laufe der Jahre kamen immer mehr Frauen und junge Mädchen dazu, so dass der Chor heute über 30 Mitglieder hat. 2001 hat Helma Hollander die Leitung des Chors übernommen.
1989 nahmen sie bereits mit mehreren Liedern beim Wettbewerb Lieder so schön wie der Norden teil. Damals wurde der Wettbewerb noch nicht im Fernsehen übertragen. Der Durchbruch kam für die Musikanten jedoch mit der Teilnahme am Grand Prix der Volksmusik 1991. Ihr Titel Dat noch in hundert Johren kam auf Platz 6. Vier Jahre später erreichten sie mit dem Lied Ach könnt' man doch ein Rembrandt sein beim Grand Prix der Volksmusik 1995 den 13. Platz und 1999 mit Das Brot der Erde den 11. Platz. Das Lied Wenn jeder Mensch ein Engel wär konnte beim Grand Prix der Volksmusik 2001 hingegen nicht das Finale erreichen.
Erneut erfolgreich war die Gruppe auch beim Wettbewerb Lieder so schön wie der Norden 1991. Mit dem Lied Luster mal mien Kind konnten sie die Siegertrophäe nach Hause holen. Der Chor ist immer wieder zu Gast in zahlreichen Fernsehsendungen, wie zum Beispiel der Superhitparade der Volksmusik. 
Alleiniger Textdichter und Komponist der Mühlenhof Musikanten war bis zu seinem Tod im Jahr 2009 Hans Hee.

## Ehrungen
- Edelweiß 1991 und 1992
- Goldene Stimmgabel 1995

## Erfolgstitel
- An de Küst von de Waterkant 1990
- Dat noch in hundert Johren 1991
- Luster mal mien Kind 1991
- Zogen einst viel schöne Weisen (Volkslieder-Medley) 1992
- Diese Welt ist uns're Welt 1992
- Zu Hause sein in einer schönen Welt 1993
- Fliegen mit dem Sonnenschein 1993
- Ach könnt' man doch ein Rembrandt sein 1995
- Träume haben gold'ne Flügel 1995
- Kleiner Vogel, flieg 1996
- Das da drob'n ist unser Stern 1997
- Dankeschön, liebes Leben 1997
- Das Brot der Erde 1999
- Wenn jeder Mensch ein Engel wär 2001
- Die Welt ist schön 2009

## Diskografie
CDs:
- An de Küst... 1990
- Fröhliche Weihnachten 1991
- Diese Welt ist uns're Welt 1992
- Das Paradies ist überall 1993
- Träume haben gold'ne Flügel 1995
- Laß' die Sonne in Dein Herz 1996
- Dankeschön, liebes Leben 1997
- Das Wunder der Liebe 1999
- Probier's doch mal mit Liebe 2001
- Ein kleines Stück vom großen Glück 2003
- Ohne Dornen keine Rosen 2005
- Dann geht die Sonne auf 2007